# 押川則吉

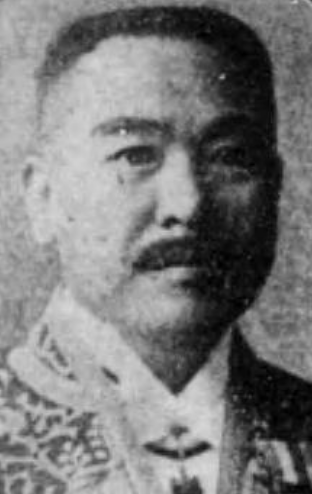
押川則吉

押川 則吉（おしかわ のりきち、1863年2月7日〈文久2年12月19日〉 - 1918年〈大正7年〉2月18日）は、日本の農商務・内務官僚、政治家。官選県知事、製鉄所長官、貴族院議員。林野整理審査会長、日本大博覧会評議員、大礼準備委員なども務めた。位階および勲等は従三位・勲一等。

## 経歴
薩摩国鹿児島郡鹿児島城下加治屋町（現鹿児島県鹿児島市加治屋町）で、薩摩藩士・押川乙五郎の長男・千代太郎として生まれる。1880年6月、東京農林学校を卒業。1883年3月、農商務省御用掛として出仕。同年6月、農学士・農芸化学士の学位を取得。
1885年7月、新潟県御用掛に就任。1887年4月、農商務属として本省に復帰。1888年5月から1891年9月まで、仏国巴里府万国大博覧会事務官補などとしてヨーロッパに駐在した。帰国後、1892年3月に農商務技師となる。 
1895年5月、陸軍省雇員・大本営付として台湾に赴任。同月、台湾総督府が設置され、民政局殖産部農務課長心得に就任。さらに、兼参事官心得、民政局殖産部長を歴任した。
1897年12月、山形県知事に就任。以後、大分県・長野県・岩手県・熊本県の各知事を歴任。1908年7月、農商務次官に就任。1911年8月24日、貴族院勅選議員に任じられ、死去するまで在任した。1912年12月、内務次官に就任。
1914年7月、製鉄所長官となり、1915年には日本鉄鋼協会の発起人に名を連ねた。
しかし1918年2月9日、衆議院予算委員会で、官営八幡製鉄所の鋼片払い下げが問題化し、収賄事件の発覚により東京府下大崎長者丸の自邸で2月18日縊死した。墓所は青山霊園にある。

## 栄典
位階
- 1906年（明治39年）1月31日 - 従四位[4]
- 1913年（大正2年）4月10日 - 従三位[5]

勲章等
- 1896年（明治29年）3月31日 - 勲六等単光旭日章[6]
- 1906年（明治39年）4月1日 - 勲三等旭日中綬章[7]
- 1911年（明治44年）8月24日 - 勲二等瑞宝章[8]
- 1915年（大正4年）
  - 11月7日 - 勲一等瑞宝章[9]
  - 11月10日 - 大礼記念章[10]

## 著書
- ウヰルリヤム・ユアット 著、押川則吉・井原百介・勝島仙之介・紫藤章 訳『牧畜全書』 上下巻、農商務省農務局、1887年12月。 NCID BA55794734。全国書誌番号:40063412。
  - ウヰルリヤム・ユアット 著、押川則吉・井原百介・勝島仙之介・紫藤章 訳『明治前期産業発達史資料』 補巻(1)-(4)、明治文献資料刊行会、1972年4月。 NCID BN04092403。全国書誌番号:70022974 全国書誌番号:70022975 全国書誌番号:70022976 全国書誌番号:70022977。
- 『明治三十八年岩手県救荒概要』三上邦彦監修、岩手県社会福祉史研究会、2009年3月。 NCID BA90846053。

## 伝記
- 三田尾松太郎 編『押川則吉伝』三田尾松太郎、1940年8月。 NCID BB10291862。

## 親族
- 妻 愛:鹿児島県士族黒田清妹。1953年11月27日没。享年76歳。
- 男 一郎 官僚
- 娘 幸代（上田万平・宮城県知事の妻）